# Piotr Macherov
Piotr Macherov (en russe : Пётр Машеров ; en biélorusse : Пётр Машэраў, Piotr Macheraw), né le 26 février 1918 à Chyrki, dans la voblast de Vitebsk et mort le 4 octobre 1980, est un partisan et homme politique biélorusse.

## Biographie
Macherov est né dans une famille paysanne. Après avoir obtenu son diplôme de l'institut pédagogique à Vitebsk en 1939, il commence à travailler comme professeur de physique à Rassony entre 1939 et 1941. En août 1941, Macherov aide à organiser un mouvement partisan dans la région de Vitebsk. En octobre 1942, il devient commandant d'unité et chef de brigade en mars 1943. En octobre 1943, Macherov est transféré au travail de parti. Il devient le secrétaire de Komsomol pour la région de Vileïka et le chef de Komsomol dans la voblast de Maladetchna. En octobre 1947, Macherov devient premier secrétaire de son comité central. En juillet 1954, il devient le second secrétaire du comité municipal de Brest du Parti Communiste de Biélorussie et, à partir d'août 1955, premier secrétaire du comité du district de Brest. En octobre 1959, Macherov devient secrétaire du comité central du Parti Communiste de Biélorussie. À partir de mars 1965, il est premier secrétaire du comité central du Parti Communiste de Biélorussie. Entre 1961 et 1965, Macherov est membre du comité central du Parti communiste de l'Union soviétique. Sous sa direction, la République socialiste soviétique de Biélorussie jouit d'une prospérité économique stimulée par de grands investissements dans l'industrie lourde. Des monuments à Iakoub Kolas et à Ianka Koupala sont créés à Minsk, mais la russification et la soviétisation du pays augmentent. Le 4 octobre 1980, Piotr Macherov meurt dans un accident de voiture mystérieux sur le chemin de Minsk à Moscou. Il est enterré au Cimetière de l'Est de Minsk.